# Lorraine Hansberry
Lorraine Hansberry (ur. 1930, zm. 1965) – amerykańska dramatopisarka. Była pierwszą czarnoskórą Amerykanką, której sztukę wystawiono na Broadwayu. Akcentowała dominującą rolę kobiet w rodzinach czarnoskórych mieszkańców Ameryki. 

## Ważniejsze utwory
- Rodzynek w słońcu
- What Use Are Flowers